# NK Polet Pribislavec
Nogometni klub Polet Pribislavec hrvatski je nogometni klub iz Pribislavca. Trenutačno se natječe u 1. ŽNL Međimurskoj.

## Vanjske poveznice
- Profil, Facebook
- NK Polet Pribislavec, Općina Pribislavec
- Nogometna kronika Pribislavca, Općina Pribislavec
- Profil, HNS Semafor